# Křižovatka Jiftach'el
Křižovatka Jiftach'el (hebrejsky מחלף יפתחאל‎) je mimoúrovňová křižovatka na silnici 79 (poblíž Alon ha-Galil a Bir al-Maksur). Křižovatka spojuje silnici 79 s vjezdem do Alon ha-Galil a také se silnicí 784, která vede do Chanatonu, Kafr Mandy a sídly oblastní rady Misgav. Netivej Jisra'el zahájily práce na modernizaci v lednu 2019. Náklady na vybudování křižovatky činily 200 milionů nových izraelských šekelů a pro dopravu byla otevřena v září 2021.

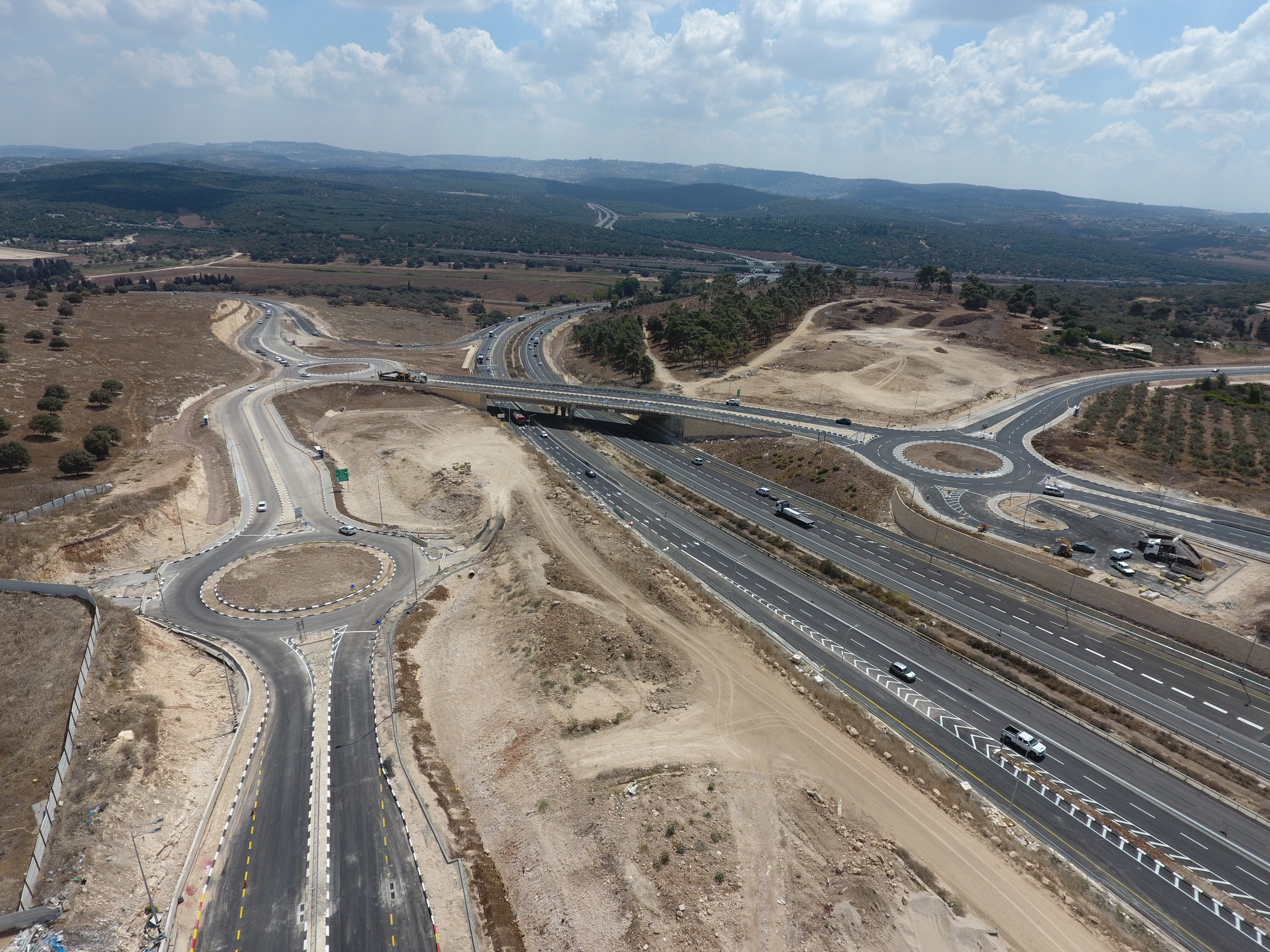
Pohled na křižovatku, září 2021

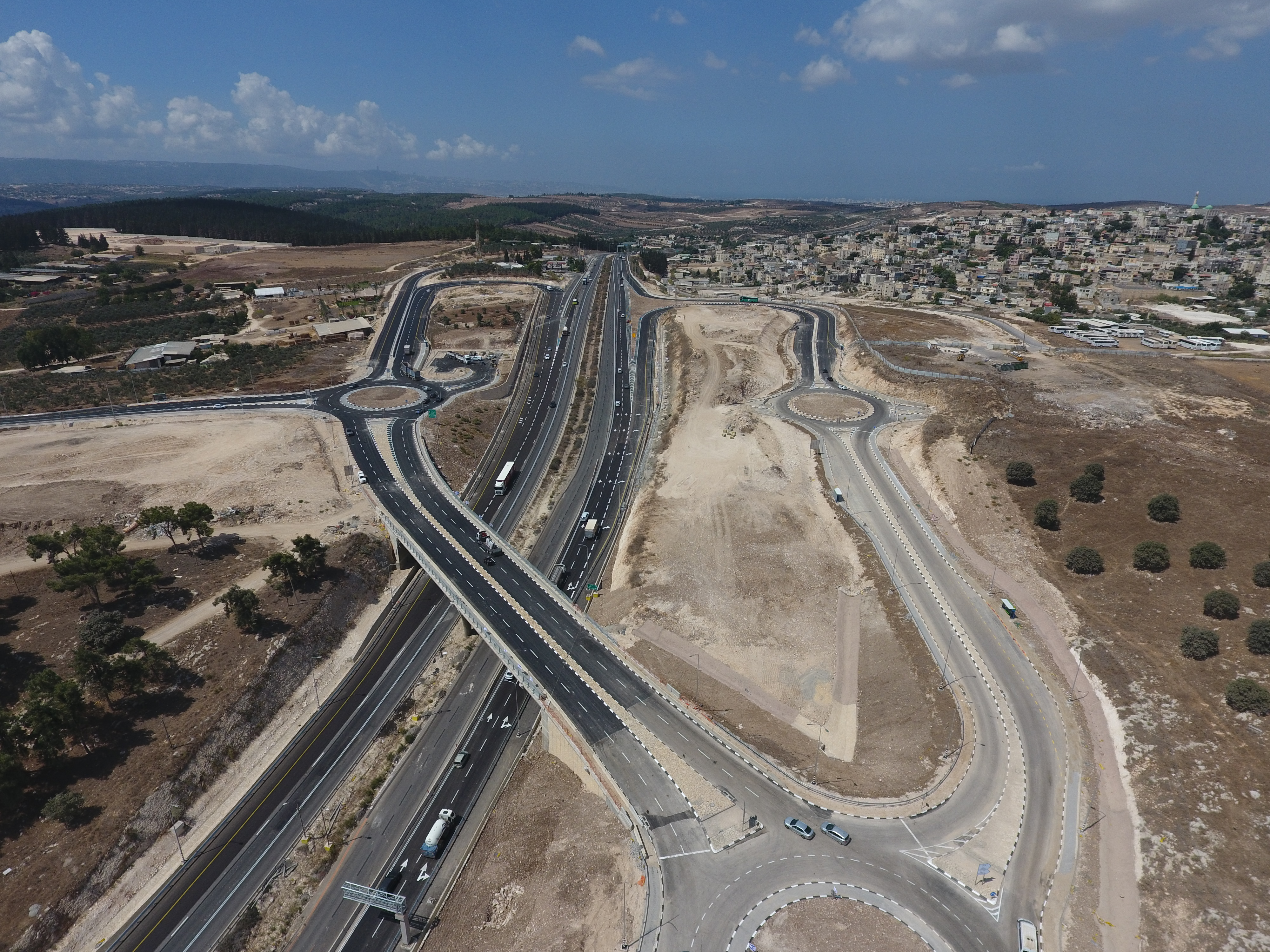
Pohled na křižovatku, v pozadí Bir al-Maksur, září 2021

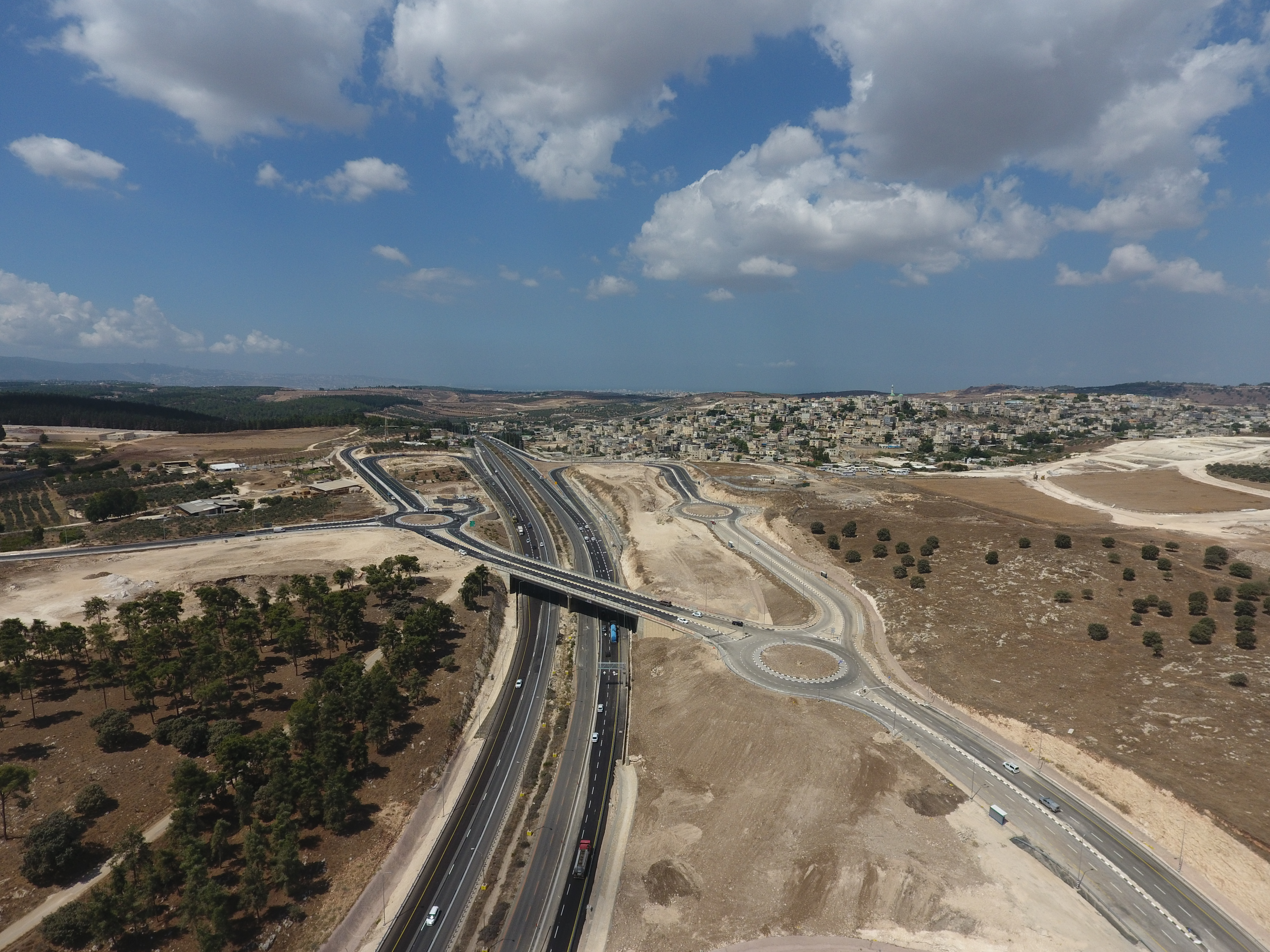
Pohled na křižovatku

Plán rozvoje v okolí křižovatky počítá s vybudováním stanice železniční trati Haifa – Nazaret.